# Concòrdia Catalana
Concòrdia Catalana va ser un partit polític català de dreta fundat el 1977
Es presentà com a partit polític el 21 d'abril de 1977, com la fusió del Partit Conservador, Catalònia i el Partit Social Regionalista, amb l'objectiu d'agrupar el vot català de dreta, amb Joan Antoni Samaranch com a principal promotor. Malgrat tot, no arribà a presentar-se a les eleccions generals de juny de 1977, i molts dels seus membres van integrar-se a títol personal en la Unió de Centre Democràtic.